# Poblenou (quartiere)
Poblenou o El Poblenou è un quartiere di Barcellona facente parte del distretto (Sant Martí) che costeggia il Mediterraneo a sud, Sant Adrià de Besòs a est, il Parc de la Ciutadella a ovest e Horta-Guinardó e Sant Andreu a nord. Il progetto di estensione dell'Eixample si deve a Ildefons Cerdà l'urbanista del XIX secolo che propose di accorpare le cittadine vicine all'interno di Barcellona.

## Storia
Alla fine del 1800 Poblenou era l'epicentro catalano dell'industria iberica, guadagnandosi il soprannome della Manchester catalana. Intorno alle fabbriche sorsero curate aree residenziali e, dopo un periodo di decadenza nella metà del XX secolo, il quartiere ha conosciuto un nuovo sviluppo con la trasformazione delle fabbriche e dei magazzini in loft, gallerie d'arte e negozi.

## Trasporti
Il quartiere è collegato con il resto della città attraverso la linea 4 della metropolitana di Barcellona. Il settore limitato dalla Diagonal consente l'accesso alla rete tranviaria di Trambesòs. Inoltre, ci sono stazioni nel sistema di trasporto Bicing.
- Llacuna
- Poblenou